# G0.238-0.071
G0.238-0.071, nota anche come [DWC2011] 56, è una stella di Wolf-Rayet situata nel Centro Galattico, in corrispondenza della costellazione del Sagittario a una distanza di circa 26 000 anni luce. La stella è stata classificata come WN11h perché mostra linee di emissione NII, un profilo P-Cyg di HeI e anche righe di emissione dell'idrogeno. Si tratta di una delle stelle più luminose conosciute in quanto la sua magnitudine assoluta è stimata in -12,01, la sua luminosità in 5 012 000 Soli e la sua temperatura tra 39500 K e 44000 K.

## Comparazione con altre stelle
La magnitudine apparente del Sole è circa -26,74. Un corpo, per poter osservare G0.238-0.071 a tale magnitudine, dovrebbe trovarsi a circa 2 366 UA mentre, per risultare luminosa quanto Sirio (-1,46) dovrebbe distare dall'osservatore 4 202 anni luce, ovvero 488 volte la distanza che ci separa da Sirio. Se invece fosse alla stessa distanza della supergigante blu Alfa Camelopardalis (+4,29) a 6 000 anni luce avrebbe una magnitudine apparente di -0.686.

### Esplicative
1. ↑  Conoscendo la luminosità della stella (assumendola come un corpo nero) è possibile conoscere il raggio della stella applicando la Legge di Stefan-Boltzmann.

{\displaystyle L=4\pi r^{2}\sigma T^{4}}
{\displaystyle r={\sqrt {\frac {L}{4\pi \sigma T^{4}}}}}
2. ↑  La banda J corrisponde all'infrarosso vicino centrato a 1,25 micrometri.
3. ↑  La banda K corrisponde all'infrarosso vicino centrato a 2,2 micrometri.

### Bibliografiche
1. 1 2   [DWC2011] 56, su simbad.cds.unistra.fr.
2. ↑   Mauerhan J. C., et al., Isolated Wolf-Rayet Stars and O Supergiants in the Galactic Center Region Identified Via Paschen-α Excess, in The Astrophysical Journal, vol. 725, 2010,  pp. 188-199.
3. ↑   Dong H., et al., Hubble Space Telescope Paschen α survey of the Galactic Centre: data reduction and products: HST/NICMOS Paschen α survey of the GC, in Monthly Notices of the Royal Astronomical Society, vol. 417, 2011,  pp. 114-135.
4. ↑   Formula - Milky Way (Magnitude - Distance Formula), su sites.uni.edu.